# Separator dziesiętny

Na niebiesko zaznaczone są kraje stosujące kropkę, na zielono kraje stosujące przecinek, na czerwono stosujące momayyez

Separator dziesiętny, znak dziesiętny – znak używany do oddzielenia części całkowitej od części ułamkowej w zapisie liczby. Jest to najczęściej przecinek (,), kropka (.) lub znak momayyez (٫) w krajach arabskich.
Ze znakiem separatora dziesiętnego związany jest znak separatora grup cyfr używanego dla oddzielenia tysięcy, milionów itd. W krajach stosujących kropkę jako separator dziesiętny używa się czasem przecinka jako separatora grup cyfr. W krajach stosujących przecinek jako separator dziesiętny często używana jest do tego kropka.
W języku polskim separatorem dziesiętnym jest przecinek, a do oddzielania grup trzycyfrowych stosuje się spację niełamliwą: 12 345,67 (dwanaście tysięcy trzysta czterdzieści pięć i sześćdziesiąt siedem setnych), przy czym rozdzielanie spacją tych grup stosuje się w liczbach pięciocyfrowych i większych. Jest to konwencja edytorska, natomiast istnieje też (dezaprobowany) zwyczaj używania kropki jako separatora grup trzycyfrowych, również w przypadku liczb od 1000 do 9999. Rozdzielanie na trzycyfrowe grupy nie dotyczy cyfr po przecinku.
Przykłady
3,14
0,178011392519
157,3567
5348,26
25 772,1
9 212 345,576213
Kraje, w których separatorem dziesiętnym jest kropka
Australia, Brunei, Botswana, Chiny, Dominikana, Filipiny, Gwatemala, Honduras, Hongkong, Indie, Irlandia, Izrael, Japonia, Kanada (wszystkie prowincje oprócz Quebecu), Korea Południowa, Korea Północna, Malezja, Meksyk, Nigeria, Nikaragua, Nowa Zelandia, Pakistan, Panama, Salwador, Singapur, Sri Lanka, Szwajcaria, Tajlandia, Tajwan, USA (łącznie z terytoriami stowarzyszonymi), Wielka Brytania
Kraje, w których separatorem dziesiętnym jest przecinek
Albania, Andora, Argentyna, Austria, Azerbejdżan, Białoruś, Belgia, Boliwia, Bośnia i Hercegowina, Brazylia, Bułgaria, Chile, Chorwacja, Cypr, Czechy, Czarnogóra, Dania, Ekwador, Estonia, Finlandia, Francja, Grecja, Grenlandia, Hiszpania, Holandia, Indonezja, Islandia, Kamerun, Kanada (prowincja Quebec), Kolumbia, Kostaryka, Kuba, Litwa, Luksemburg (ale oficjalnie używa się obu separatorów), Łotwa, Macedonia Północna, Mołdawia, Niemcy, Norwegia, Paragwaj, Peru, Polska,  Południowa Afryka (oficjalnie, ale kropka jest używana powszechnie w praktyce gospodarczej), Portugalia, Rosja, Rumunia, Serbia, Słowacja, Słowenia, Szwecja, Turcja, Ukraina, Urugwaj, Wenezuela, Węgry, Wietnam, Włochy, Wyspy Owcze, Zimbabwe
Kraje, w których stosowany jest momayyez
Arabia Saudyjska, Bahrajn, Irak, Iran, Katar, Kuwejt, Oman, Syria, Zjednoczone Emiraty Arabskie